# Monarchie v Dánsku

Dánská královská standarta

Monarchie v Dánsku je konstituční monarchie v Dánském království, jež zahrnuje Dánsko, Grónsko a Faerské ostrovy.
Jako panovníku konstituční monarchie jsou králi vyhrazeny nadstranické a ceremoniální funkce. Nejvyšší výkonná autorita nad dánskou vládou je vykonávána stále panovníkem a jemu vyhrazenými právy; v praxi je tato moc vykonávána jen v souladu se zákony schválenými parlamentem nebo v ujednaných omezeních.
Dánská královská rodina odvozuje svůj původ už od vikingského krále Gorma zv. Starého a Haralda I. (10. století), což dánskou monarchii činí nejstarší v Evropě. Současný panovnický rod je jednou z linií knížecího rodu Glücksburků, původem ze Šlesvicka-Holštýnska v Německu, stejného panovnického rodu jako norská a někdejší řecká královská rodina.

## Ústavní role panovníka
Podle dánské ústavy je dánský panovník, jako hlava státu, zdrojem výkonné, a společně s Folketingem (dánským parlamentem), také zákonodárné moci. Panovník si zachovává možnost zamítnout přijetí návrhu zákona královským výnosem, stejně jako právo výběru a odvolání ministerského předsedy, ačkoli toto v moderní době se stává víceméně nepravděpodobným, neboť by takový zásah zřejmě způsobil ústavní krizi. Jako hlava státu se panovník zúčastňuje formování nové vlády. U návrhů je vyžadován spolupodpis jedním nebo více ministrů kabinetu, aby se stal zákonem (Ústava, III,14). Král Kristián X. byl posledním panovníkem, který využil práva odvolání premiéra, což učinil 28. března 1920. To však vedlo k velikonoční krizi (1920). Veškerá královská práva, zvaná Královské výsady, jako je např. jmenování ministrů a možnost vyhlašovat a ukončovat válku, jsou vykonávány předsedou vlády a vládou s formálním souhlasem panovníka. Po konzultaci s reprezentanty politických stran, předseda nejsilněji zastoupené strany v dánském parlamentu jmenuje panovník premiéra. Poté, co je vláda utvořena, panovník ji formálně jmenuje vládu.
V dnešní době má panovník především ceremoniální a reprezentativní roli, ve výkonu moci omezenou konvencemi a veřejným míněním. Jako patron zahajuje panovník např. výstavy, zaštiťuje oslavy výročí apod. Nicméně panovník i nadále vykonává tři základní práva: má nárok být informován a konzultován, má právo doporučovat a právo varovat. Jako následek těchto práv, předseda vlády a kabinet se účastní pravidelného setkání Státní rady. Premiér a ministr zahraničních věcí pravidelně informují panovníka o nejnovějších politických událostech. Královský úřad rovněž hostí oficiální návštěvy zahraničních hlav států a financuje státní návštěvy v zahraničí.

## Historie
Dánská monarchie je stará více než 1 000 let, což z ní činí čtvrtou nejstarší nepřetržitě existující monarchii na světě, přičemž současnou nejstarší monarchií je Japonsko. Prvním panovníkem byl Gorm Starý (zemř. 958). Původně byl panovník volený, ale obvykle v praxi byl zvolen nejstarší syn vládnoucího monarchy. Pozdějšími králi byl ustaven Korunovační řád, který určil rozsah moci dánského panovníka. V letech 1660–1661 byl v zemi zaveden absolutismus, kdy volební monarchie přešla v monarchii dědičnou. Primogenitura následnictví v mužské linii byla uzákoněna Královským výnosem z roku 1665. Dne 5. června 1849 došlo ke změněn ústavy a Dánsko se tak stalo konstituční monarchie. Akt následnictví z 27. března 1953 zavedl možnost následnictví také v ženské linii (ovšem pouze v případě, že panovník nemá mužských potomků), což umožnilo současné vládnoucí královně, Markétě II., nastoupit na trůn. Absolutní primogenitura byla zavedena až v roce 2009.
Poslední panovník původní dánské panovnické dynastie Kryštof III. Dánský zemřel roku 1448. Vévoda Kristián Oldenburský byl zvolen jako jeho následník a stal se dalším dánským panovníkem a vládl jako Kristián I. Poslední dánský panovník z dynastie, Frederik VII., zemřel bezdětný roku 1863. V souladu s následnickým řádem, na trůn nastoupil princ Kristián Glücksburský (Kristián IX.) jako první dánský panovník z rodu glücksburského. Kristián IX. se později proslavil díky svým rodinným vztahům s velkou částí s ostatními evropskými panovnickými rody jako 'Tchán Evropy': jeho dcera princezna Alexandra se vdala za Eduarda VII., další dcera princezna Dagmar se vdala za Alexandra III. a princezna Thyra za vévodu Arnošta Augusta z Cumberlandu. Jeho syn Vilém se později stal králem Jiřím I. Řeckým. Dále, jeho vnuk Karel se stal norským králem jako Haakon VII. Dodnes je dánská královská rodina příbuzensky spojena s většinou vládnoucích i nevládnoucích evropských dynastií.

## Dánská královská rodina
V Dánském království všichni členové vládnoucí dynastie, kterým náleží titul princ nebo princezna Dánská, jsou členy dánské královské rodiny. Jako u jiných evropských monarchií je někdy nesnadné přesně určit, kdo je členem národní královské rodiny z důvodu to absence striktní právní či formální definice, a kdo není. Královna a její děti náležejí do glücksburské dynastie, jedné z větví oldenburské dynastie. Děti královny a mužská linie potomků náleží agnaticky do rodiny de Laborde de Monpezat.

### Hlavní členové královské rodiny
Dánskou královskou rodinu tvoří:
- Král a královna

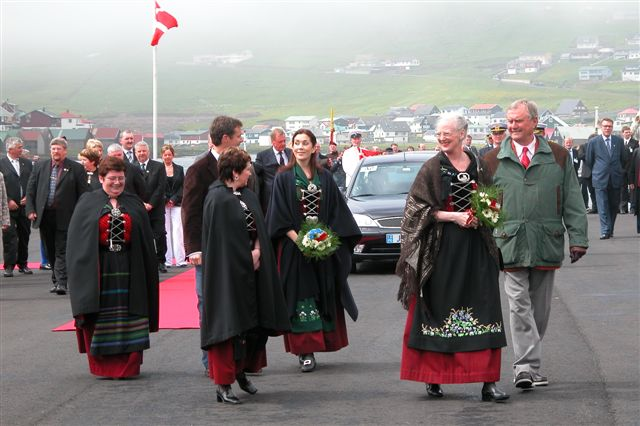
Královna Markéta II. na královské návštěvě na Faerských ostrovech

  - korunní princ Christian (syn královského páru)
  - princezna Izabela (dcera královského páru)
  - princ Vincent (syn královského páru)
  - princezna Josefina (dcera královského páru)

- královna Markéta II. (matka krále)

- princ Jáchym a princezna Marie (bratr a švagrová krále)
  - Nikolai z Monpezat (starší syn prince Jáchyma)
  - Felix z Monpezat (prostřední syn prince Jáchyma)
  - Henrik z Monpezat (syn princ Jáchyma a princezny Marie)
  - Athena z Monpezat (dcera princ Jáchyma a princezny Marie)

### Širší rodina
- Princezna Benedikta (teta krále)

### Řecká královská rodina
S výjimkou Mariny, manželky prince Michaela a princezen Alexandry a Olgy, všichni členové řecké královské rodiny jsou zároveň členy dánské královské rodiny a mají tudíž nárok na titul princ (princezna) řecký a dánský.
- JV královna Helénů (mladší sestra královny Markéty II. a manželka bývalého řeckého krále Konstantina II. Řeckého)
  - Princezna Alexie Řecká a Dánská (dcera krále Konstantina a královny Anny Marie)
  - Pavel, korunní princ řecký, princ dánský (syn krále Konstantina a královny Anny Marie)
  - Korunní princezna Marie-Chantal Řecká, princezna dánská (manželka prince Pavla)
    - Princezna Marie-Olympie Řecká a Dánská (dcera korunního prince a princezny)
    - Princ Konstantin Alexios Řecký a Dánský (syn korunního prince a princezny)
    - Princ Achileas-Andreas Řecký a Dánský (syn korunního prince a princezny)
    - Princ Odysseas-Kimon Řecký a Dánský (syn korunního prince a princezny)
    - Princ Aristide Stavros Řecký a Dánský (syn korunního prince a princezny)

  - Princ Nikolaos Řecký a Dánský (syn krále Konstantina a královny Anny Marie)
  - Princezna Tatiana Řecká a Dánská (manželka prince Nikolai)
  - Princezna Theodora Řecká a Dánská (dcera krále Konstantina a královny Anny Marie)
  - Princ Filip Řecký a Dánský (syn krále Konstantina a královny Anny Marie)
- Princezna Irena Řecká a Dánská (mladší sestra krále Konstantina)
- Princ Michal Řecký a Dánský (bratranec krále Konstantina)

## Následnictví

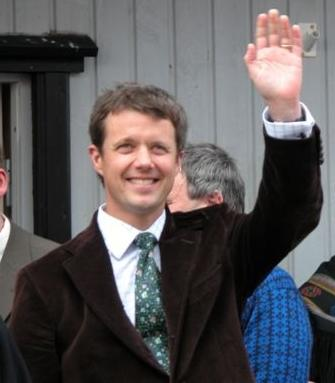
Král Frederik X.

Dánsko má od roku 2009 stejné právo primogenitury pro mužské i ženské následníky trůnu. Dánský akt následnictví přijatý 27. března 1953 umožnil nástup na trůn pouze těm potomkům krále Kristiána X. a jeho ženy Alexandriny Meklenbursko-Zvěřínské, kteří splnili podmínky uzavření schváleného sňatek.
Následník trůnu pozbývá svého nároku na trůn, pokud se ožení/vdá bez svolení panovníka potvrzeným Státní radou. Potomci narození nesezdaným nebo bývalým panovníkům, kteří se oženili bez královského souhlasu, jsou stejně jako jejich potomci vyloučeni z následnictví, užívají titulu Jeho/Její Excelence, nemají titul prince/princezny, jen hraběte/hraběnka. Dále, po schválení sňatku může panovník uložit podmínky, které musejí být splněny, má-li jeho potomek získat následnické právo. Část II, odstavec 9 dánské ústavy z 5. června 1953 stanovuje, že parlament zvolí krále a určí novou linii následnictví, v případě situace, kdy by nebylo volitelných potomků krále Kristiána X. a královny Alexandriny.
Dánský panovník musí být členem Dánské národní církve nebo evangelicko-luteránské církve dánské (Dánská ústava, II,6). Národní církev je podle zákona Státní církev, ačkoli panovník je její formální hlavou, stejně jako norský panovník v Norsku a britský panovník v Anglii (nikoli už ve Skotsku a dalších částech Spojeného království).

## Titulatura
Dánští panovníci mají dlouho historii královských a šlechtických. Historicky dánští monarchové rovněž užívali titulu 'král Vendů' a 'král Gothů'. Po svém nástupu na trůn roku 1972 královna Markéta II. se vzdala všech titulů vyjma titulu 'Královna dánská'. Dánský panovník/panovnice a jeho choť jsou titulováni 'Vaše Veličenstvo', zatímco princové a princezny Jeho nebo Její královská Výsost (Hans nebo Hendes Kongelige Højhed), nebo pouze Jeho či Její Výsost (Hans nebo Hendes Højhed).
- Erik Pomořanský: z milosti Boží král dánský, švédský a norský, wendský a gothský, vévoda pomořanský.

- Kryštof Bavorský: z milosti Boží král dánský, švédský a norský, wendský a gothský, hrabě rýnsko-falcký, vévoda bavorský.

- Úplný titul dánských panovníků od Kristiána I. po Kristiána II. byl: z milosti Boží král dánský, švédský a norský, wendský a gothský, vévoda šlesvický, holštýnský, stormarnský a ditmaršenský, hrabě oldenburský a delmenhorstský.

- Úplný titul dánských panovníků od Frederika I. po Kristiána VII. zněl: z milosti Boží král dánský a norský, wendský a gothský, vévoda šlesvický, holštýnský, stormarnský a ditmaršenský, hrabě oldenburský a delmenhorstský.

- Oldenburský byl povýšen na vévodství během vlády Kristiána VII. a podle toho byl změněn i titul: z milosti Boží král dánský, švédský a norský, wendský a gothský, vévoda šlesvický, holštýnský, stormarnský, dithmarschenský a oldenburský. Tento titul používal ještě jeho syn, Frederik VI., jenž později ztratil titul norského krále po uzavření kielské smlouvy roku 1814.

- Frederik VI. Získal roku 1814–1815 kontrolu na Rujanou, což mu umožnilo užívat titul: z milosti Boží král dánský, wendský a gothský, kníže rujanský, vévoda šlesvický, holštýnský, stormarnský, dithmarschenský a oldenburský.

- Roku 1815 se Frederik VI. Vzdal Rujany ve prospěch pruského krále a na oplátku získal Vévodství lauenburské od britsko-hannoverského krále a získal titul: z milosti Boží král dánský, wendský a gothský, vévoda šlesvický, holštýnský, stormarnský, dithmarschenský, lauenburský a oldenburský. Tohoto titulu užíval do roku 1918 když byl Island pozvednut na nezávislý stát v unii s Dánskem.

- Úplný titul Kristiána X. v letech 1918 až 1944 byl: z milosti Boží král dánský, islandský, wendský a gothský, vévoda šlesvický, holštýnský, stormarnský, dithmarschenský, lauenburský a oldenburský.

- Úplný titul Kristiána X. po roce 1944, kdy byla dánsko-islandská unie rozpuštěna, zněl: z milosti Boží král dánský, wendský a gothský, vévoda šlesvický, holštýnský, stormarnský, dithmarschenský, lauenburský a oldenburský. Tentýž titul užíval jeho syn, Frederik IX., až do své smrti roku 1972

- Když na dánský trůn nastoupila roku 1972 současná královna Markéta II., vzdala se všech tradičních titulů dánských panovníků a ponechala si pouze titul: z milosti Boží královna dánská.
- Král Frederik X. užívá titulu Jeho Veličenstvo král Frederik X., z milosti Boží král Dánska, hrabě z Monpezatu. Titul získal poté, co se jej jeho otec princ Henrik vzdal v jeho prospěch.

## Grónsko a Faerské ostrovy
Tato dvě závislá území mají vlastní domovské zákony a jejich hlavou státu je dánský panovník, v souladu s Dánskou ústavou.